# Speciesisme
Speciesisme (eller artschauvinisme) omhandler at tildele forskellige værdier eller rettigheder til væsner på grundlag af deres art. Begrebet blev opfundet af Richard D. Ryder i 1970 og betegner fordomme på linje med sexisme og racisme.
Begrebet speciesisme bruges oftest af fortalere for dyrs rettigheder, som mener at det er irrationelt eller moralsk forkert.
Filosofferne Tom Regan og Peter Singer har begge argumenteret mod menneskets tendens til at udvise speciesisme. Regan siger at alle dyr har naturlige rettigheder og at vi ikke kan tildele dem en mindre værdi på grund af deres irrationalitet og samtidig tildele en højere værdi til mennesker som ikke opfører sig rationelt (f.eks. spædbørn og mentalt handicappede). 

## Religion
Forskellige religioner adskiller sig ved deres handlemåde overfor andre liv end menneskeliv. Mens animister tror på lighed mellem alle sansende væsner, tror monoteister ofte at mennesker pr. guddommelig intention er højere rangerende end andre livsformer. Læren i Jainisme, Hinduisme og Buddhisme lægger stor vægt på idealer som sarva jeeva sama bhava (सर्व जीव सम भाव), hvilket betyder "alt liv er lige", og er eksempler på religioner som er mindre specistiske, selvom den grad hvorved dette reflekteres i dagligdagen i lande hvor de religioner er store afhænger af den lokale kultur.

## Yderligere læsning
- Dunayer, Joan. 2004. Speciesim. Ryce Publishing: Illinois. ISBN 0-9706475-6-5